# Ann Lindeová
Ann Christin Lindeová (nepřechýleně Linde; * 4. prosince 1961, Helsingborg) je švédská sociálně demokratická politička, ministryně zahraničí Švédska.

## Politická kariéra
Od května 2016 do září 2019 zastávala funkci ministryně zahraničního obchodu ve vládě Stefana Löfvena. Od ledna do září 2019 pak zároveň post ministryně pro skandinávskou koordinaci. Od 10. září 2019 je švédskou ministryní zahraničních věci, ve vládách Stefana Löfvena a Magdaleny Anderssonové. Dne 17. května 2022 podepsala žádost Švédska o vstup do Severoatlantické aliance v souvislosti s ruskou invazí na Ukrajinu, což představovalo zlom v tradiční švédské politice neutrality.